# Banksia attenuata
Banksia attenuata es una especie de fanerógama de la familia Proteaceae. Generalmente el árbol llega a 10 metros (32,8 pies) m de altura, pero es a menudo un arbusto en áreas de sequía, de 0,4 a 2 m de alto. Presenta inflorescencias amarillas brillantes, o espigas de flor, por encima del follaje, los cuales aparecen en primavera y verano. Con el tiempo las espigas de la flor se vuelven grises con el desarrollo de los folículos leñosos. Se puede encontrar en varios lugares del suroeste de Australia Occidental, del norte de Kalbarri parque nacional abajo a Cabo Leeuwin y a través de a Fitzgerald River parque nacional.